# Sabina dealbata
Sabina dealbata är en cypressväxtart som först beskrevs av John Claudius Loudon, och fick sitt nu gällande namn av Franz Antoine. Sabina dealbata ingår i släktet Sabina och familjen cypressväxter. Inga underarter finns listade i Catalogue of Life.